# Kiganga (vattendrag i Burundi, Kayanza)
Kiganga är ett vattendrag i Burundi.   Det ligger i provinsen Kayanza, i den nordvästra delen av landet, 50 kilometer nordost om huvudstaden Bujumbura.
Omgivningarna runt Kiganga är en mosaik av jordbruksmark och naturlig växtlighet. Runt Kiganga är det tätbefolkat, med 297 invånare per kvadratkilometer.